# Занзибарски архипелаг
Занзибарски архипелаг (арап. أرخبيل زنجبار, сва. Funguvisiwa la Zanzibar) је архипелаг сачињен од неколико острва на пучини источне Африке, јужно од Сомалијског мора, у Индијском океану. Познат је и под називом Острва зачина. Од четири главна острва која га чине, на три има људске популације, док је четврто корално острво, које служи морским птицама. Осим главних, у састав архипелага улази и неколико мањих острва и хридова.
Већи део архипелага припада Занзибару, полу-аутономној области Танзаније, док острво Мафија припада области Пвани.

## Острва
Занзибарски архипелаг чине следећа 4 главна острва:
- Унгуџа — највеће острво[2][3]
- Пемба — друго по величини[4][5][6]
- Латам — мало и ненасељено[7][8][9]
- Мафија — припада области Пвани[10][11]

Пембу окружује још 23 мања острва, од којих су 7 насељених.